# Глеб Семёнович
Глеб Семёнович — боярин Юрия Дмитриевича, князя Галицкого, сына Дмитрия Донского. 
По словам Архангелогородского летописца великий князь Василий I Дмитриевич велел брату своему Юрию Дмитриевичу воевать Двинскую землю, владение новгородцев, но Юрий послал вместо себя боярина своего Глеба Семёновича; другие летописи ничего не говорят о том, что поход предпринят был по приказанию великого князя. 
В 1417 году Глеб Семёнович, выехав из Вятки с новгородскими беглецами Жадовским и Разсохиным, устюжанами и вятчанами, неожиданно напал на Заволоцкую землю, «повоевал» волости Борок, Емцу и Холмогоры и захватил двоих бояр новгородских. Но четверо других новгородских бояр нагнали Глеба Семеновича под Моржем на острове, «отбили свою братью с другими пленниками и добычею», а Глеба Семеновича с его сподвижниками милостиво отпустили. Несмотря на это, последние продолжали терроризировать новгородские волости. Тогда новгородцы и заволочане устроили за ними погоню и, нагнав их, разгромили.